# Districtul Militar Carpatic
Districtul Militar Carpatic (în rusă Прикарпатский военный округ, transliterat: Prikarpatskii voennîi okrug, în ucraineană Прикарпатський військовий окрук, transliterat: Prîkarparskîi viiskovîi okruk) a fost un district militar al Forțelor Armate Sovietice în timpul Războiului Rece și ulterior al Forțelor Armate ale Ucrainei în perioada post-sovietică timpurie.
A fost înființat la 3 mai 1946 pe baza Frontului I Ucrainean, al Frontului al IV-lea Ucrainean și al Districtului Militar Liov. A devenit parte a Forțelor Armate ale Ucrainei în 1991 și a fost desființat prin redenumirea în Comandamentul Operațional Occidental (în ucraineană: Оперативне командування «Захід»; ОК «Захід») în ianuarie 1998.